# ایراکسپلور
ایراکسپلور (به انگلیسی: AirExplore) یک شرکت هواپیمایی با کد یاتا ED است که در تاریخ ۲۰۱۰ میلادی تأسیس شده است. دفتر مرکزی ایراکسپلور در براتیسلاوا، اسلواکی واقع شده‌است و قطب این شرکت هواپیمایی در فرودگاه‌ام. آر. استفانیک قرار دارد.